# 宇山賢
宇山 賢（うやま さとる、1991年12月10日 - ）は、日本の元フェンシング選手。種目はエペ。香川県高松市出身。2021年開催の東京オリンピックフェンシング男子エペ団体金メダリスト。

## 経歴
中学校入学とともにフェンシング競技を始める。香川県立高松北高等学校2年生時にインターハイで優勝。同志社大学では全日本学生選手権で史上初の3連覇。4年時に全日本選手権で優勝。
卒業後は家具メーカーに就職。
2015年8月に三菱電機に入社。2015年及び2016年のワールドカップで2位。
2018年8月、アジア競技大会フェンシング競技エペ団体で優勝。
2021年7月、東京オリンピックのフェンシング男子エペ団体に、山田優、加納虹輝、見延和靖と出場。リザーブ選手としての出場だったが、1回戦のアメリカ戦の第8ピリオドで見延と交代してその後は決勝戦までずっと出場し、日本は決勝戦でロシアオリンピック委員会（ROC）に勝利して優勝。フェンシング競技での日本初のオリンピック金メダル獲得に大きく貢献した。
東京オリンピック フェンシング 男子エペ団体において金メダルを獲得した功績をたたえ、2021年10月14日、香川県高松市のJR高松駅前に記念のゴールドポスト（第2号）が設置された（ゴールドポストプロジェクト）。　　
2021年に選手現役を引退。
2022年三菱電機を退職し株式会社Es.relierを設立。フェンシングやスポーツを中心に幅広く活動をおこなっている。

## 受賞
- 京都市スポーツ最高栄誉賞[9]
- 高松市民栄誉賞[10]
- 紫綬褒章（2021年）[11]

## 出演

### 新聞
- 学生新聞